# メアリー・スタッフォード (スタッフォード女伯爵)
スタッフォード女伯爵メアリー・ハワード（英語: Mary Howard, Countess of Stafford、旧姓スタッフォード（Stafford）、1620年頃 - 1693年1月23日）は、イングランド貴族。

## 生涯
エドワード・スタッフォード（Edward Stafford、1601年7月9日洗礼 - 1621年4月6日、第4代スタッフォード男爵エドワード・スタッフォードの息子）とアン・ウィルフォード（Anne Wilford、ジェームズ・ウィルフォードの娘）の娘として、1620年頃に生まれた。
1637年10月11日、ウィリアム・ハワード（1614年 - 1680年）と結婚、3男2女をもうけた。
- ヘンリー（1648年頃 - 1719年） - 初代スタッフォード伯爵
- ジョン（1714年11月11日没） - 1682年12月1日、メアリー・サウスコット（Mary Southcott、サー・ジョン・サウスコットの娘）と結婚、2男4女をもうけた。1708年2月15日、テリーザ・ストリックランド（Theresa Strickland、ロバート・ストリックランドの娘）と再婚、2男1女をもうけた。第2代スタッフォード伯爵ウィリアム・スタッフォード＝ハワードと第4代スタッフォード伯爵ジョン・ポール・スタッフォード＝ハワードの父
- フランシス（1708年没） - エレノア・スタンフォード（Eleanor Stanford、1707年没、ヘンリー・スタンフォードの娘）と結婚、子供あり
- イザベラ（Isabella、1691年9月5日没） - 1669年4月までに第5代ウィンチェスター侯爵ジョン・ポーレット（英語版）と結婚
- アナスタシア（Anastasia） - ジョージ・ホルマン（George Holman）と結婚、子供あり

1640年9月12日に夫がスタッフォード男爵に叙されると、メアリーも同日にスタッフォード女男爵に叙された。同年11月11日に夫がスタッフォード子爵に叙されると、メアリーはスタッフォード子爵夫人になった。
1678年10月25日に夫が私権剥奪され、1680年12月29日に夫が大逆罪で斬首刑に処された後もスタッフォード子爵夫人の称号が使用されたという。また、夫の財産も没収されたが、1681年11月にチャールズ2世よりメアリーに返還されている。
1688年10月5日、長男ヘンリーがスタッフォード伯爵に叙されると、メアリーも同時に一代貴族であるスタッフォード女伯爵に叙された。
1694年1月23日に死去、ウェストミンスター寺院に埋葬された。スタッフォード女伯爵は一代貴族だったため子孫に継承されず、スタッフォード女男爵は夫が私権剥奪された結果、メアリーの死とともに剥奪され、子孫に継承されることはなかった。